# Heinz Trettner

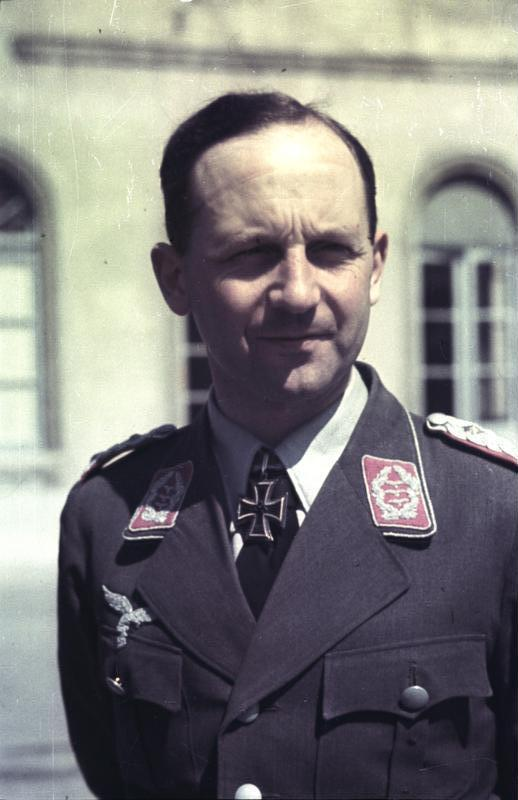
Heinrich Trettner als Oberst i. G. der Luftwaffe (um 1941/1942)

Heinrich „Heinz“ Trettner (* 19. September 1907 in Minden; † 18. September 2006 in Mönchengladbach-Rheydt) war ein deutscher Offizier im Rang eines Generals und von 1964 bis 1966 Generalinspekteur der Bundeswehr.

## Leben
Heinz Trettner wurde geboren als Sohn des preußischen Offiziers Ludwig Trettner, der mit seiner Kompanie des Infanterie-Regiments „Prinz Friedrich der Niederlande“ (2. Westfälisches) Nr. 15 1902 und 1904 den Kaiserpreis erschoss. Das Abitur legte er 1925 am humanistischen Hohenzollern-Gymnasium in Düsseldorf ab, heute Görres-Gymnasium.

### Laufbahn als Offizier
Heinz Trettner trat danach als Fahnenjunker in das 18. Reiterregiment der Reichswehr in Stuttgart-Cannstatt ein, absolvierte die Ausbildung zum Offizier und wurde 1929 zum Leutnant ernannt.
Am 30. September 1932 schied Trettner de jure aus der Reichswehr aus, um in Beachtung der Verbote des Friedensvertrags von Versailles als Zivilist an der Flugzeugführerschule Braunschweig die Pilotenausbildung zu absolvieren.
Im Rahmen eines Geheimabkommens mit der Sowjetunion wurde er zeitweise auch an der geheimen Fliegerschule und Erprobungsstätte der Reichswehr in Lipezk in der Sowjetunion zum Flugzeugführer ausgebildet. Am 1. Mai 1933 trat er in die geheime Luftwaffe der Reichswehr ein. Am 1. Juni 1933 wurde er reaktiviert und zum Oberleutnant befördert. Zur weiteren Ausbildung wurde Trettner zur Flugfunkschule Berlin, zur Lufthansa und zur italienischen Luftwaffe abkommandiert. Ab dem 1. Oktober 1933 war Trettner im Reichsluftfahrtministerium (RLM) in Berlin bei der Inspektion der Schulen eingesetzt. Am 1. Mai 1934 wurde er zum Adjutanten der Fliegerschule Kitzingen ernannt. Nach seiner Beförderung zum Hauptmann, 1. Juni 1935, wurde er am 1. August 1935 Adjutant der Fliegerschule Magdeburg. Am 1. April 1936 wurde er als Adjutant zum Stab des höheren Fliegerkommandeurs II nach Dresden versetzt, am 5. Oktober 1936 an die Luftkriegsschule II nach Berlin kommandiert.
Am 22. November 1936 wurde er als Adjutant und 2. Generalstabsoffizier im Stab der Legion Condor versetzt und nahm am Spanischen Bürgerkrieg teil. Ab 15. September 1937 übernahm er als Staffelkapitän die 1. Staffel der K/88 (Bomber) der Legion Condor. Am 14. Januar 1938 wurde Trettner zur Generalstabsausbildung an die Luftkriegsakademie nach Berlin–Gatow kommandiert. Am 1. Juli 1938 übernahm er den Posten eines 1. Generalstabsoffiziers im Stab der 7. Fliegerdivision. Am 1. August 1939 wurde er zum Major befördert.

### Zweiter Weltkrieg
Während des Zweiten Weltkrieges plante er als Chef des Stabes den Einsatz der Fallschirmjäger 1940 bei der Eroberung der „Festung Holland“ und erhielt dafür das Ritterkreuz des Eisernen Kreuzes.
Am 15. Dezember 1940 übernahm er die Aufgabe eines 1. Generalstabsoffiziers im XI. Fliegerkorps und war damit maßgeblich an der Planung des Unternehmens Merkur, der Luftlandeschlacht um Kreta beteiligt, dessen Durchführung dem Korps oblag. Am 1. Oktober 1941 wurde er zum Oberstleutnant befördert und zum 1. Dezember 1941 zum Chef des Stabes des XI. Fliegerkorps ernannt. Dort erreichte ihn am 1. März 1943 die Beförderung zum Oberst.
Ab 4. Oktober 1943 übernahm er die Aufstellung der 4. Fallschirmjägerdivision, deren erster Kommandeur er ab 1. Januar 1944 wurde. Nach der alliierten Landung in Italien wurde die Division dort eingesetzt und operierte bis 1944 in Mittel- und Norditalien.
Am 1. Juli 1944 wurde er zum Generalmajor befördert und am 17. September 1944 nach den Kämpfen um Rom mit dem Eichenlaub zum Ritterkreuz des Eisernen Kreuzes ausgezeichnet. Er führte die Fallschirmjägerdivision weiterhin als Divisionskommandeur und wurde am 1. April 1945 zum Generalleutnant befördert.
Im Mai 1945 geriet er nach der Kapitulation in amerikanische Kriegsgefangenschaft bei Modena. Am 25. Juli 1946 wurde er in britische Kriegsgefangenschaft und in das Camp 198 bei Bridgend in Wales überführt, wo er bis zu seiner Entlassung im April 1948 blieb.

### Nach 1945
Nach seiner Entlassung aus der Kriegsgefangenschaft 1948 arbeitete der strenggläubige Katholik zunächst beim Diözesan-Caritasverband. Ab Mai 1949 absolvierte er eine kaufmännische Lehre bei der Firma „Vaupel Sohn“, einem Glasgroßhandel in Düsseldorf. Danach arbeitete Trettner als Textilvertreter und später als selbständiger Textilkaufmann.
Vom 10. November 1951 bis zum 31. Dezember 1956 war er als angestellter Referent bei dem vom Amt Blank gegründeten Verband deutscher Soldaten (VdS) in der Hauptgeschäftsstelle Bonn, ab dem 1. Mai 1956 bis zu seinem Eintritt in die Bundeswehr am 2. November 1956 als gutachterlicher Berater beim VdS tätig. Am 10. September 1950 stellte sich Trettner schriftlich für eine etwaige Wiederverwendung als Soldat in der damals geplanten europäischen Verteidigungsgemeinschaft (EVG) zur Verfügung. Mit Schreiben vom 27. November 1952 wurde ihm eine Wiederverwendung bei Ratifizierung eines EVG-Vertrages in Aussicht gestellt.
Im Sommer 1953 begann Trettner mit dem Studium der Volkswirtschaftslehre und Rechtswissenschaft an der Rheinischen Friedrich-Wilhelms-Universität in Bonn, das er am 13. November 1956 – kurz nachdem er wieder in die Bundeswehr eingegliedert worden war – mit dem Examen als Diplomvolkswirt beendete.
Beim Aufbau der Bundeswehr wurde Trettner 1956 aufgefordert, sich wie jeder interessierte Offizier (vom Oberst aufwärts) dem Personalgutachterausschuss vorzustellen. Neben positiven Referenzen lag dem Ausschuss lediglich eine negative Beurteilung eines Zeugen vom 20. September 1954 vor. Seiner Erklärung, Trettner habe keinerlei Einsicht in die „verheerenden Folgen des Naziregimes“ gezeigt, wurde in einem persönlichen Schreiben vom 10. April 1956 des Oberst Scupin an den damaligen Leiter der Personalabteilung des Verteidigungsministeriums entschieden widersprochen. Wörtlich heißt es darin: „Trettner war nie im Leben Nazi, oft waren wir in Sorge um ihn bei seinen freimütigen Äußerungen und oft wurde er gewarnt“. Als engagierter Gegner des Naziregimes wurde Trettner auch von seinem Ic seiner Division in Italien charakterisiert.
Er konnte als Generalmajor in die Bundeswehr eintreten und war bis 1959 Leiter der Abteilung Logistik beim europäischen NATO-Hauptquartier (SHAPE) in Rocquencourt bei Paris. Im Februar 1960 wurde er dritter Kommandierender General des I. Korps der Bundeswehr (einer seiner Adjutanten war Johannes Poeppel) und wurde am 14. Oktober 1960 zum Generalleutnant befördert. Am 1. Januar 1964 folgte die Beförderung zum General.
Nachdem bekannt wurde, dass Trettner als Generalinspekteur vorgesehen war, wurde dem damaligen Ministerialdirektor Gumbel durch einen Bundestagsabgeordneten die Aufzeichnungen des Historikers Hans-Adolf Jacobsen, damals Direktor des Forschungsinstituts der Deutschen Gesellschaft für Auswärtige Politik vom 12. Juli 1963 über eine Diskussion anlässlich eines Vortrags in Münster am 6. April 1962 zugeleitet. Jacobsen behauptete, in den Diskussionsbeiträgen habe Trettner unter anderem geäußert: „Hitler habe als einer der ganz wenigen die Gefahr des Bolschewismus schon richtig eingeschätzt und entsprechend gehandelt.“ Wer so etwas vertrete, sei als einer der höchsten Vorgesetzten für die Bundeswehr nicht tragbar. Nach der daraufhin abgegebenen Stellungnahme Trettners bestanden keine Bedenken zu seiner Berufung als Generalinspekteur am 1. Januar 1964.
Im Februar 1964 stellte die DDR ein Weißbuch zusammen, das über angebliche „Kriegsverbrechen des Generalinspekteurs der Bundeswehr, General Heinz Trettner“ informierte. Dieses Weißbuch wurde mit Schreiben vom 5. März 1964 vom Führungsstab (FüB) unter anderem dem Abteilungsleiter P zugeleitet. Darin kündigte der Führungsstab der Bundeswehr eine ausführliche Stellungnahme an, „die in der Bundesrepublik, im westlichen Ausland und in der Sowjetzone verbreitet wird“. Diese Gegendokumentation Die kommunistische Verleumdungskampagne gegen General Trettner wurde am 20. März 1964 von der Bundesregierung entsprechend publiziert und verteilt.
1965 kam es wegen organisatorischer Fragen (unter anderem die Spitzengliederung des Ministeriums betreffend) zu Differenzen mit seinem Abteilungsleiterkollegen Ernst Wirmer (Leiter der Hauptabteilung III Administrative Angelegenheiten) sowie dem damaligen Verteidigungsminister Kai-Uwe von Hassel. Im August 1966 bat er im Zusammenhang mit dem Gewerkschaftserlass um seinen Abschied, weil er „die Ausschaltung der militärischen Führung bei dieser Grundsatzfrage“ für untragbar hielt".
Am 25. August 1966 wurde er wunschgemäß in den einstweiligen Ruhestand versetzt. Solidarisch reichte auch Generalmajor Günther Pape seinen Rücktritt ein. Sein Nachfolger als Generalinspekteur wurde Ulrich de Maizière.
Trettners Name ist mit dem Konzept von Atomminen an der damaligen innerdeutschen Grenze verbunden. Es handelt sich dabei um eine Falschmeldung vom 16. Dezember 1964 in der FAZ, wie neuere Forschungen ergaben. Trettner hatte schon 1960 eine negative Grundeinstellung zum Einsatz taktischer Atomwaffen (ADM), weil ein solcher Einsatz seiner Überzeugung nach die physische Belastbarkeit der Menschen übersteigen und die eigene Vernichtung miteinschließen würde: „man kann sich in geschlossenen Räumen eben nicht mit Handgranaten duellieren“. Trettner gehörte wie General Graf Kielmannsegg als Oberbefehlshaber der Streitkräfte Mitteleuropa und de Maizière, damals Inspekteur des Heeres, zur Gruppe der nuklearkritischen Offiziere. So erfolgte unter Trettner ein Perspektivwechsel im Kriegsbild, weg von einem Atomschlag zu einer vorwiegend konventionellen Kriegsführung.
Trettner war seit 1951 Mitglied im Verband deutscher Soldaten. Seit dem 7. Juni 1958 war Trettner Ehrenmitglied der katholischen Studentenverbindung KDStV Hercynia Freiburg im CV.
Trettner veröffentlichte 1969 unter anderem auch im nationalkonservativen Deutschlandmagazin und  widersprach dem Leitbild des mit eigenen Rechten versehenen Bürgersoldaten nach Baudissinischem Verständnis. Dagegen setzte er das Bild militärischer Führungspersönlichkeiten, die in der Lage sind, selbständig auch politisch relevantes Handeln zu verantworten.
Im Rahmen der Debatte um die erste Wehrmachtsausstellung veröffentlichte der Bonner General-Anzeiger am 11. März 1997 einen Leserbrief Trettners. Er propagiert darin die Präventivkriegsthese: „Es dürfte heute erwiesen sein, dass der Krieg gegen die Sowjetunion – anders als die Umerziehungspropaganda behauptet – in erster Linie ein nur schweren Herzens begonnener, aufgezwungener Präventivkrieg war.“
2005 unterzeichnete Trettner den kontroversen Aufruf „Gegen das Vergessen“ des Instituts für Staatspolitik. Dieser richtete sich gegen die Namenstilgung des Jagdfliegers Werner Mölders und den Umgang der Bundeswehr mit Tradition und Soldatenverbänden. So blieb er demonstrativ den Feierlichkeiten zum 50. Jahrestag der Bundeswehr fern.
Trettner starb einen Tag vor seinem 99. Geburtstag. Er war der letzte lebende General der Wehrmacht.

## Auszeichnungen

### Spanischer Bürgerkrieg
- Cruz de Guerra de España am 30. September 1938
- Medalla de la Campaña de España am 1. Dezember 1938
- Spanienkreuz in Gold am 6. Juni 1939

### Zweiter Weltkrieg
- Eisernes Kreuz (1939) II. und I. Klasse am 12. Mai 1940
- Ritterkreuz des Eisernen Kreuzes mit Eichenlaub
  - Ritterkreuz am 24. Mai 1940
  - Eichenlaub am 17. September 1944 (586. Verleihung)
- Verwundetenabzeichen (1939) in Schwarz am 3. März 1944
- Nennung im Wehrmachtbericht am 28. Juni 1944
- Ärmelband Kreta

### Nach 1945
- Legion of Merit (USA)
- Knight Commander of the Royal Victorian Order (Großbritannien)
- Großoffizier des Griechischen Ordens Georgs I.
- Großoffizier des Verdienstordens der Italienischen Republik
- Großoffizier der französischen Ehrenlegion
- Großes Verdienstkreuz des Verdienstordens der Bundesrepublik Deutschland mit Stern und Schulterband

## Werke (Auswahl)
- Verteidigung und Sicherheit – Aufgabe der Bundeswehr. Deutschland-Magazin, 1, 1969.
- Atomgiganten sichern ihre Macht. Deutschland-Magazin, 3, 1969.
- Die militärische Sicherheit der Bundesrepublik. Hochland, Heft 2, München und Kempten 1969, S. 133+134.
- Der Heilige Stuhl und die Abrüstung. Anmerkungen zu einem römischen Dokument. Internationale Katholische Zeitschrift Communio, Band 7, Nr. 2, 1978, S. 151 ff.